# Andris Treimanis
Andris Treimanis (Kuldīga, 16 maart 1985) is een Lets voetbalscheidsrechter. Hij is in dienst van FIFA en UEFA sinds 2011. Ook leidt hij wedstrijden in de Virslīga.
Op 21 oktober 2006 leidde Treimanis zijn eerste wedstrijd in de Letse eerste divisie. De wedstrijd tussen Dizvanagi Rezekne en Skonto eindigde in een 0–1 overwinning voor Skonto. Hij gaf in dit duel vier gele kaarten, waarvan twee aan dezelfde speler van Dizvanagi. Vijf jaar later, op 30 juni 2011, floot de scheidsrechter zijn eerste wedstrijd in de UEFA Europa League. AZAL PFK en FK Minsk troffen elkaar in de eerste ronde (1–1). In dit duel deelde de Letse leidsman vier gele kaarten uit. Zijn eerste wedstrijd in de UEFA Champions League volgde op 24 juli 2013, toen in de tweede ronde NK Maribor met 2–0 won van Birkirkara. Treimanis gaf in dit duel driemaal een gele kaart aan een speler.
Op 17 november 2019 floot hij de finale van het WK onder 17 in Brazilië tussen Mexico en het gastland.

## Interlands
| Datum             | Plaats                    | Wedstrijd                         | Uitslag | Competitie             | Kreeg geel | Kreeg voor de tweede keer geel en dus rood | Weggestuurd |
| ----------------- | ------------------------- | --------------------------------- | ------- | ---------------------- | ---------- | ------------------------------------------ | ----------- |
| 25 maart 2011     | Kaunas, Litouwen          | Litouwen – Polen                  | 2 – 0   | Vriendschappelijk      | 4          | 0                                          | 0           |
| 29 februari 2012  | Málaga, Spanje            | Spanje – Venezuela                | 5 – 0   | Vriendschappelijk      | 1          | 0                                          | 1           |
| 14 november 2012  | Tbilisi, Georgië          | Georgië – Egypte                  | 0 – 0   | Vriendschappelijk      | 2          | 0                                          | 0           |
| 5 maart 2014      | Tbilisi, Georgië          | Georgië – Liechtenstein           | 2 – 0   | Vriendschappelijk      | 0          | 0                                          | 0           |
| 31 maart 2015     | Tallinn, Estland          | Estland – IJsland                 | 1 – 1   | Vriendschappelijk      | 2          | 0                                          | 0           |
| 25 maart 2017     | Luxemburg, Luxemburg      | Luxemburg – Frankrijk             | 1 – 3   | WK 2018 kwalificatie   | 4          | 0                                          | 0           |
| 4 september 2017  | Warschau, Polen           | Polen – Kazachstan                | 3 – 0   | WK 2018 kwalificatie   | 4          | 0                                          | 0           |
| 8 oktober 2017    | Kaiserslautern, Duitsland | Duitsland – Azerbeidzjan          | 5 – 1   | WK 2018 kwalificatie   | 1          | 0                                          | 0           |
| 10 november 2017  | Lviv, Oekraïne            | Oekraïne – Slowakije              | 2 – 1   | Vriendschappelijk      | 4          | 0                                          | 0           |
| 23 maart 2018     | Bakoe, Azerbeidzjan       | Azerbeidzjan – Wit-Rusland        | 0 – 1   | Vriendschappelijk      | 4          | 0                                          | 0           |
| 30 mei 2018       | Rakvere, Estland          | Estland – Litouwen                | 2 – 0   | Vriendschappelijk      | 1          | 0                                          | 0           |
| 9 september 2018  | Nicosia, Cyprus           | Cyprus – Slovenië                 | 2 – 1   | Nations League 2018/19 | 6          | 0                                          | 0           |
| 23 maart 2019     | Valencia, Spanje          | Spanje – Noorwegen                | 2 – 1   | EK 2020 kwalificatie   | 6          | 0                                          | 0           |
| 15 oktober 2019   | Vaduz, Liechtenstein      | Liechtenstein – Italië            | 0 – 5   | EK 2020 kwalificatie   | 2          | 0                                          | 0           |
| 4 september 2020  | Bratislava, Slowakije     | Slowakije – Tsjechië              | 1 – 3   | Nations League 2020/21 | 4          | 0                                          | 0           |
| 7 oktober 2020    | Saint-Denis, Frankrijk    | Frankrijk – Oekraïne              | 7 – 1   | Vriendschappelijk      | 3          | 0                                          | 0           |
| 14 oktober 2020   | Reykjavik, IJsland        | IJsland – België                  | 1 – 2   | Nations League 2020/21 | 1          | 0                                          | 0           |
| 11 november 2020  | Leipzig, Duitsland        | Duitsland – Tsjechië              | 1 – 0   | Vriendschappelijk      | 1          | 0                                          | 0           |
| 31 maart 2021     | Jerevan, Armenië          | Armenië – Roemenië                | 3 – 2   | WK 2022 kwalificatie   | 7          | 0                                          | 1           |
| 4 september 2021  | Ljubljana, Slovenië       | Slovenië – Malta                  | 1 – 0   | WK 2022 kwalificatie   | 5          | 0                                          | 0           |
| 12 oktober 2021   | Beër Sjeva, Israël        | Israël – Moldavië                 | 2 – 1   | WK 2022 kwalificatie   | 3          | 1                                          | 0           |
| 15 november 2021  | Tirana, Albanië           | Albanië – Andorra                 | 1 – 0   | WK 2022 kwalificatie   | 4          | 0                                          | 0           |
| 24 maart 2022     | Jerevan, Armenië          | Armenië – Montenegro              | 1 – 0   | Vriendschappelijk      | 5          | 1                                          | 0           |
| 2 juni 2022       | Haifa, Israël             | Israël – IJsland                  | 2 – 2   | Nations League 2022/23 | 4          | 0                                          | 0           |
| 25 september 2022 | Cardiff, Wales            | Wales – Polen                     | 0 – 1   | Nations League 2022/23 | 7          | 0                                          | 0           |
| 16 november 2022  | Kaunas, Litouwen          | Litouwen – IJsland                | 0 – 0   | Vriendschappelijk      | 6          | 1                                          | 0           |
| 28 maart 2023     | Batoemi, Georgië          | Georgië – Noorwegen               | 1 – 1   | EK 2024 kwalificatie   | 5          | 0                                          | 0           |
| 16 november 2023  | Luxemburg, Luxemburg      | Luxemburg – Bosnië en Herzegovina | 4 – 1   | EK 2024 kwalificatie   | 8          | 0                                          | 0           |
| 11 juni 2024      | Kaunas, Litouwen          | Litouwen – Estland                | 1 – 1   | Vriendschappelijk      | 3          | 0                                          | 0           |
| 5 september 2024  | Serravalle, San Marino    | San Marino – Liechtenstein        | 1 – 0   | Nations League 2024/25 | 5          | 0                                          | 0           |
| 21 maart 2025     | Larnaca, Cyprus           | Cyprus – San Marino               | 2 – 0   | WK 2026 kwalificatie   | 2          | 0                                          | 0           |

Laatst bijgewerkt op 27 maart 2025.